# 天主教洛桑、日内瓦暨弗里堡教区
洛桑、日内瓦暨弗里堡教區（拉丁語：Dioecesis Lausannensis, Genevensis, et Friburgensis）是位於瑞士的天主教會教區，由聖座直接管轄。
範圍包括日內瓦州、納沙泰爾州、弗里堡州和沃州大部分地區，教座位於弗里堡。2011年，有703,000名教友，估轄區總人口43.4%，有255個堂區、508名司鐸、25名終身執事、430名修士、755名修女。現任教區主教為夏爾·莫雷洛。
洛桑教區設於6世紀。1821年1月30日與日內瓦教區併入，1924年10月17日易名至今。

洛桑、日内瓦暨弗里堡教區管轄範圍圖